# Forni Avoltri
Forni Avoltri (friulski: For Davôtri) – miejscowość i gmina we Włoszech, w regionie Friuli-Wenecja Julijska, w prowincji Udine.
Według danych na rok 2005 gminę zamieszkiwały 692 osoby, 9,2 os./km².